# Pita Ahki
Pita Jordan Ahki (* 24. září 1992, Auckland) je ragbista hrající na tříčtvrtce za francouzský klub Toulouse a za reprezentaci Tongy. 
Se svým současným klubem vyhrál v roce 2021 a 2024 Evropský pohár mistrů a pětkrát francouzskou ligu (2019, 2021, 2023, 2024, 2025). V roce 2023 ho server PlanetRugby zařadil do sestavy roku Evropského poháru mistrů.
Za Tongu začal hrát od roku 2023. Na MS 2023 pomohl nejspíš svou první reprezentační pětkou porazit 45:24 Rumunsko a pomohl Tonze k největšímu vítězství na MS v ragby v jejich historii. V letech 2013 až 2016 hrál za sedmičkovou novozélandskou reprezentaci.
V roce 2018 se oženil s Kaylou McAlisterovou, která byla v roce 2013 zvolena nejlepší sedmičkovou ragbistkou světa. 